# Maoraxia
Maoraxia es un género de escarabajos de la familia Buprestidae.

## Especies
- Maoraxia auroimpressa (Carter, 1924)
- Maoraxia bourgeoisi Bily, Curletti & Aberlenc, 1985
- Maoraxia cordicollis (Fauvel, 1891)
- Maoraxia eremita (White, 1846)
- Maoraxia excavata (Fauvel, 1891)
- Maoraxia kladavuensis Bellamy, 2008
- Maoraxia purpurea Bellamy, 1990
- Maoraxia roseocuprea Bellamy & Peterson, 2000
- Maoraxia storeyi Williams & Bellamy, 1985
- Maoraxia tokotaai Bellamy, 2008
- Maoraxia tongae Bellamy, 1985
- Maoraxia viridis Bellamy, 1985
- Maoraxia viti Bellamy, 2008